# Jedaias Capucho Neves
Jedaias Capucho Neves, mas conhecido como Jeda (Santarém do Pará, 15 de abril de 1979), é um ex-futebolista brasileiro que atuava como atacante.

## Carreira
Jeda começou sua carreira no União São João. Ele, então, assinada pelo Lanerossi Vicenza. Ele fez sua estréia Serie A, contra a Reggina Calcio, em 23 de dezembro de 2000.
Ele seguiu o clube rebaixado no verão de 2001. Ele fez 3 aparições antes mudou-se para o Siena por empréstimo. Ele, então, jogado regularmente para Vicenza, mas transferiu para Palermo, em janeiro de 2004. Ele ganhou a Série B Champions no Verão de 2004, mas transferido para Piacenza da Serie B, depois tornou-se superávit de Palermo, Serie A campanha. Em janeiro de 2005, mudou-se novamente, desta vez por empréstimo para o Catania rival.
No Verão de 2005, juntou-se F.C. Crotone, onde marcou 15 gols. No verão de 2006, foi assinado pelo Rimini, onde marcou 13 gols em 19 jogos na temporada 2007-08.
Em janeiro de 2008, juntou-clube da Série A, Cagliari Calcio, que era então lutando para se manter de rebaixamento. Ele ajudou Cagliari recuperar e manter a sua estadia na Serie A.
Em 2011, Jeda foi emprestado para o Novara, até o meio do ano de 2012.

## Títulos
Palermo
- Campeonato Italiano de Futebol – Série B: 2003–04